# Forró (muziek)

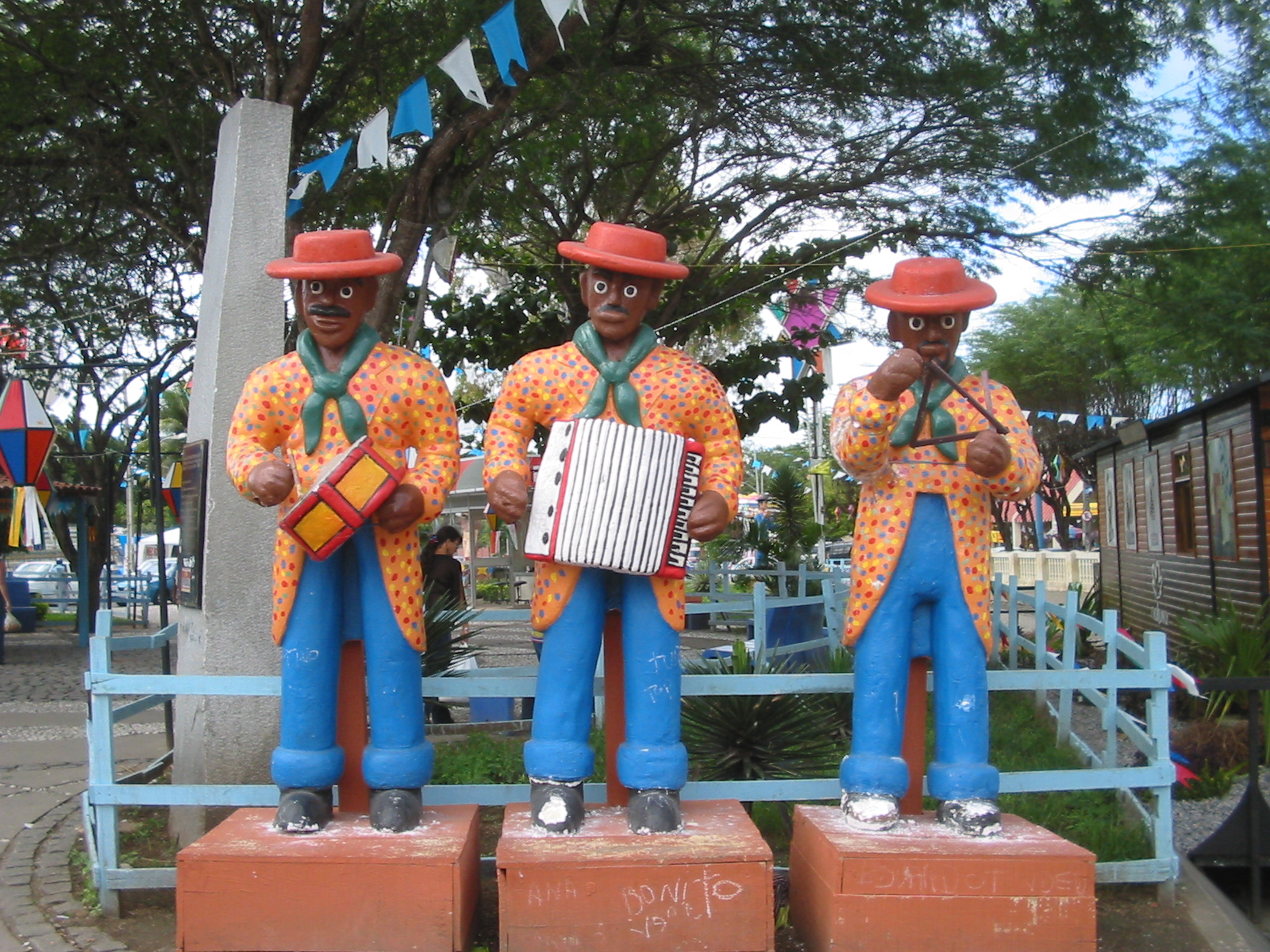
De traditionele instrumenten van de forró: de zabumba (een soort trom), de accordeon en de triangel.

Forró is een muziek- en danssoort uit het Noordoosten van Brazilië. Het bestaat uit verschillende ritmes, onder andere de baião en de xote. Forró wordt voornamelijk in paren gedanst. Moderne vormen van forró zijn tegenwoordig populair bij Braziliaanse jongeren.

## Naamgeving

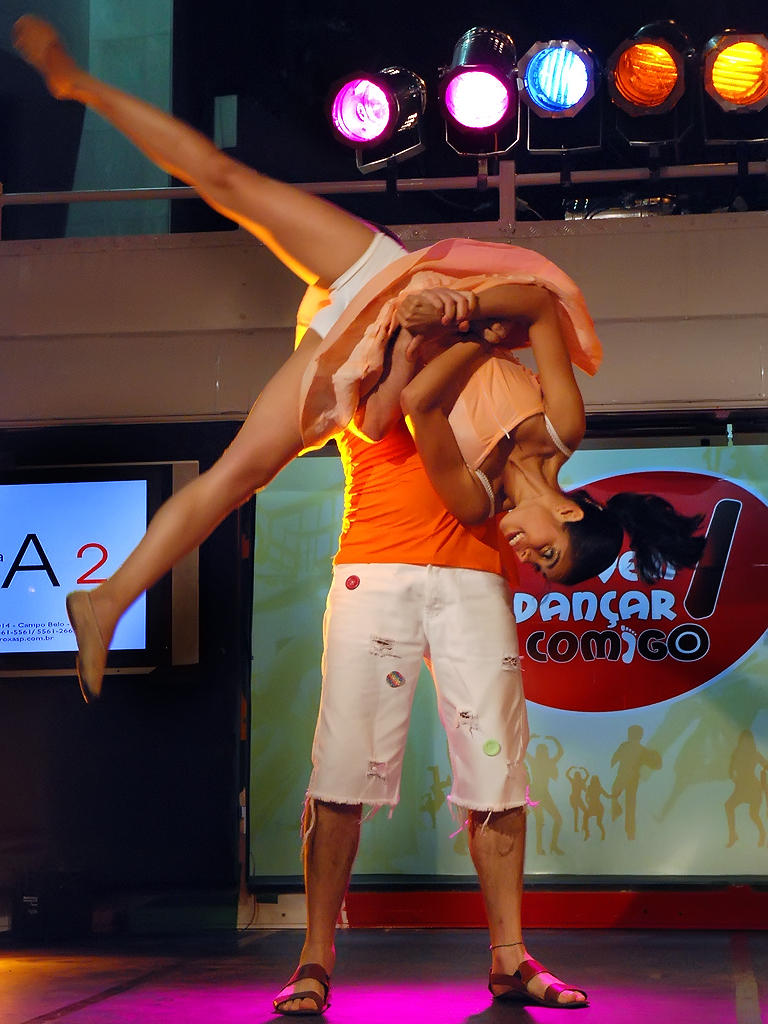
Forró-demonstratie

De term forró is een verkorting van het woord forrobodó, dat zoiets als "wanorde" betekent.
Een populaire verklaring die ook in Brazilië veel gehoord wordt, is dat het woord een verbastering is van het Engelse for all. Dit zou ontstaan zijn door Engelse ingenieurs die aan het begin van de 20e eeuw aan een spoorlijn in Pernambuco werkten. Zij organiseerden dansfeesten "voor iedereen", wat de oorsprong van de naam zou zijn. In een andere versie zijn de Engelse ingenieurs vervangen door militairen uit de Verenigde Staten die tijdens de Tweede Wereldoorlog in Natal gelegerd waren. De tweede versie is in elk geval niet waar, omdat er in 1937 al een muzieknummer werd opgenomen met de naam Forró na roça.

## Indeling
Er bestaan verschillende manieren om de forró in te delen. Ook houden verschillende bronnen verschillende indelingen aan, en bestaan er verschillende streekgebonden vormen van forró. Belangrijke indelingen zijn echter:
Naar ritme
- Xote, langzamere vorm.
- Baião, snellere vorm.

Naar tijdvak
- Forró pé-de-serra ("forró van de voet van de berg") is de traditionele vorm van forró, zoals deze op het platteland gespeeld en gedanst wordt
- Forró eletrônico ("elektronische forró") waarbij moderne instrumenten als elektrische gitaar, basgitaar, keyboard en drumstel gebruikt worden. Het is een commerciële vorm die veel op radiostations te horen is en populair is bij de jongeren.

## Dans

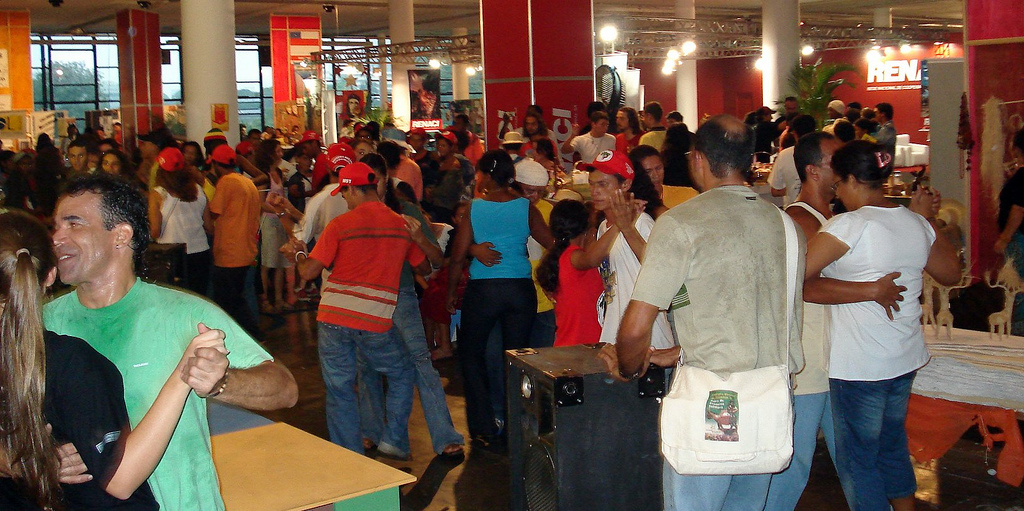
Forró-feest in Sergipe

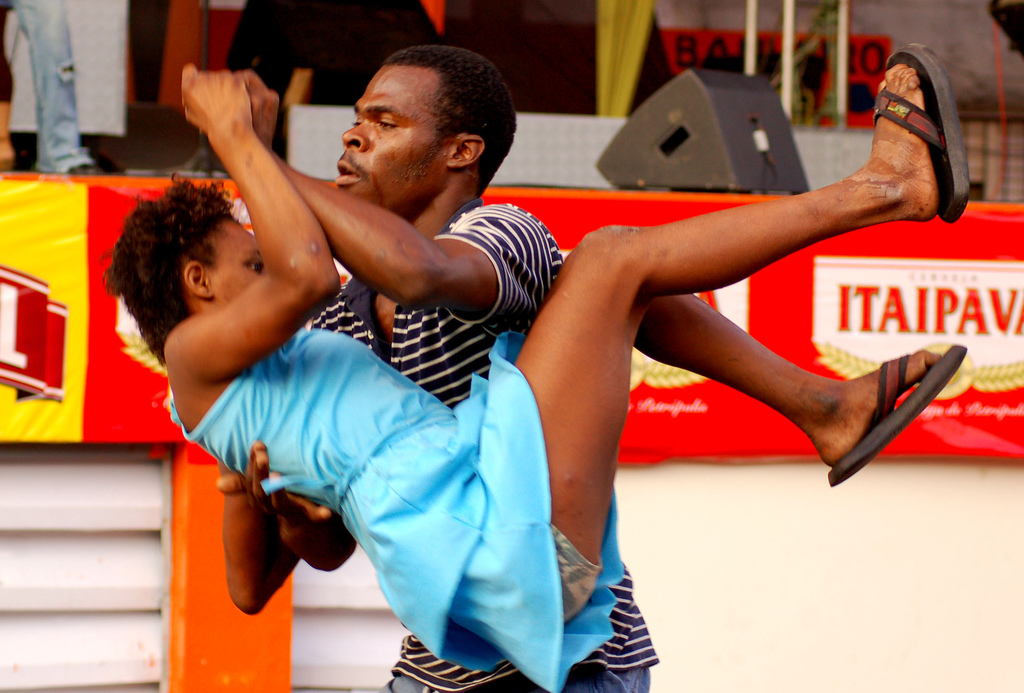
Danspaar forró eletrônico

Forró is een sensuele dans, waarbij de danspartners dicht tegen elkaar bewegen. Op het platteland zijn forrófeesten een belangrijke gelegenheid om een eventuele toekomstige partner te leren kennen. Belangrijk is de beweging van de heupen. Er wordt veel met de arm gezwaaid die de hand van de partner vastheeft. De andere arm ligt op de heup van de partner.
Elk ritme heeft een verschillende dansvorm:
Xote
Dit ritme wordt gedanst in de vorm "twee naar links, twee naar rechts" (dois para lá, dois para cá). Binnen de vierkwartsmaat zet men een stap met de linkervoet op de eerste en met de rechtervoet op de derde tel. Op de eerste twee tellen gooit men de heup twee keer naar links, en op de laatste twee tellen twee keer naar rechts.
Baião
Dit ritme wordt gedanst in de vorm één-twee-éen (um-dois-um). Men zet een stap met de linkervoet op de derde tel van de maat, met de rechtervoet op de vierde tel, en met de linkervoet weer op de eerste tel. Op de tweede tel wordt een klein hupje gemaakt.
Forró eletrônico
Naast de bovengenoemde vormen heeft forró eletrônico een veel sterker showelement. Behalve bovengenoemde passen worden er bewegingen gebruikt die soms acrobatische vormen aannemen. Deze vorm van forró wordt niet alleen in paren gedanst, maar ook door solisten op het podium, die meestal erg sexy gekleed zijn.

## Teksten
Meestal bestaat elke zin uit een lange rij achtste noten, die staccato achter elkaar gezongen worden. Dit vraagt een goede beheersing van de tekst.
Een vaak terugkerend thema van forró pé-de-serra is die van een jongen van het platteland die op een dansfeest een mooi meisje tegenkomt en om haar hand vraagt. In de tekst zitten veel bedekte seksuele toespelingen. In forró eletrônico is het seksuele element veel sterker aanwezig. Hierin worden vaak op vrij expliciete wijze de lichaamsdelen en de seksuele kwaliteiten van vrouwen bezongen.

## Artiesten

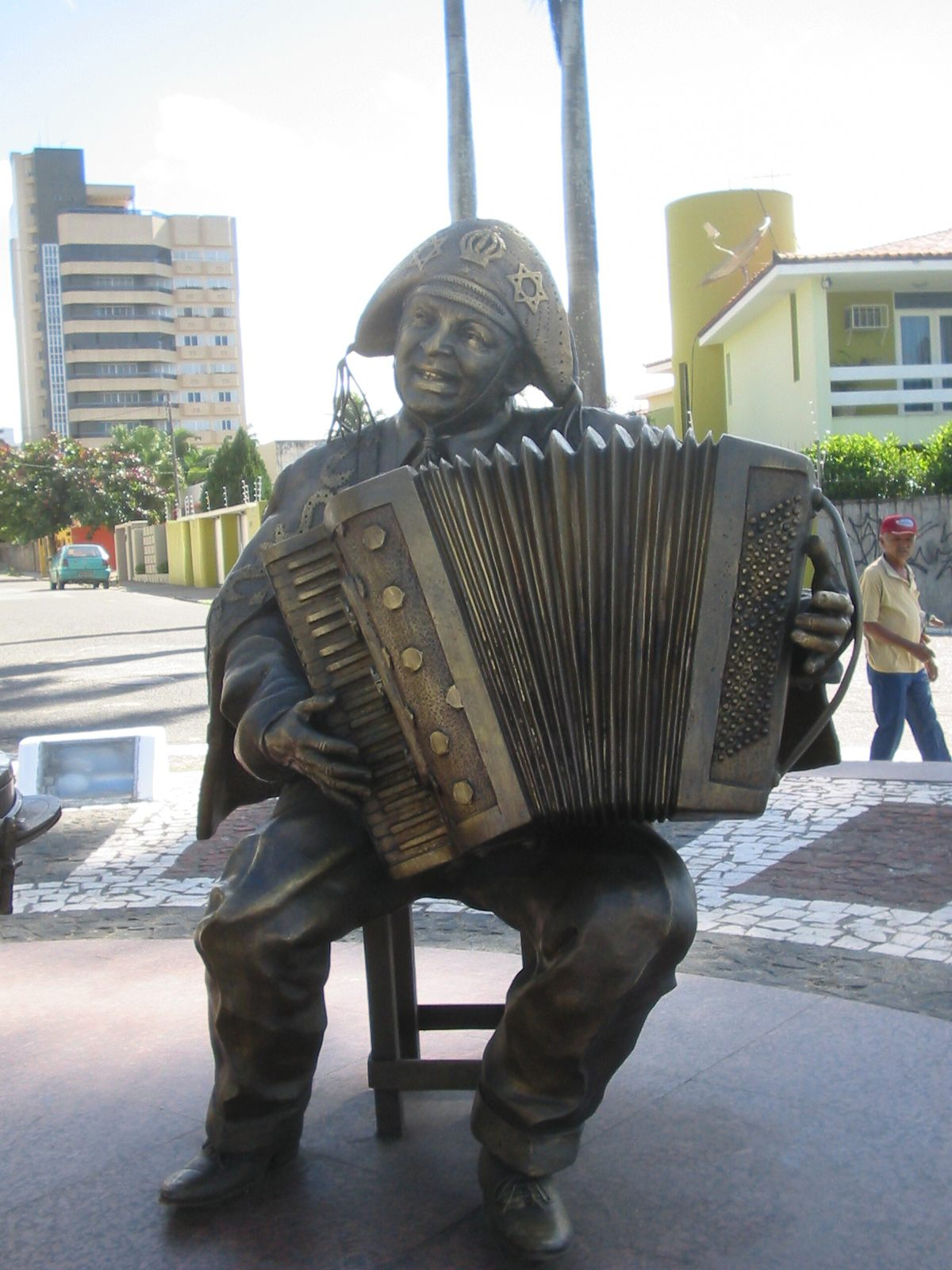
Standbeeld van Luiz Gonzaga in Campina Grande

De belangrijkste artiest die met name de baião bekend heeft gemaakt is Luiz Gonzaga. Andere belangrijke artiesten van forró pé-de-serra zijn Dominguinhos en Jackson do Pandeiro.
Binnen de forró eletrônico zijn er veel groepen, en de mode verandert snel. Rond het jaar 2007 zijn belangrijke groepen Saia Rodada ("Ronddraaiend Rokje") en Calcinha Preta ("Zwart Slipje").
Sommige belangrijke MPB-artiesten nemen elementen van de forró pé-de-serra op in hun muziek. Voorbeelden hiervan zijn Alceu Valença, Elba Ramalho en Zé Ramalho.